# Moritz Rothländer
Pour les articles homonymes, voir Rothländer.
Moritz Rothländer est un joueur de hockey sur gazon allemand évoluant au poste de milieu de terrain au TSV Mannheim et avec l'équipe nationale allemande,,.

## Biographie
Moritz est né le 10 novembre 1997 en Allemagne.

## Carrière
Il a été appelé en équipe nationale en 2019 pour concourir à la Ligue professionnelle 2019.

## Palmarès
- : 3e au Champions Trophy en 2016
- : 3e à l'Euro U21 en 2017